# Teledeporte
Teledeporte és un canal temàtic d'esports de TVE dedicat a l'actualitat esportiva. Teledeporte va començar a emetre el 12 de febrer de 1994 a través del satèl·lit Hispasat. Teledeporte emet a través de diferents plataformes de cable i satèl·lit. A més emet en obert a través de la Televisió Digital Terrestre. El juny de 2014 Televisió Espanyola va anunciar que tancaria Teledeporte i que integraria els seus continguts a La 2. Més endavant, l'octubre del mateix any, el nou president de RTVE va fer marxa enrere i va dir que mantindria el canal.

## Programació
La programació de Teledeporte es basa en retransmissions esportives, que van des dels Jocs Olímpics d'estiu i hivern, totes les proves ciclistes organitzades per l'UCI, lliga nacional de futbol sala, la Lliga ACB i l'Eurolliga, campionats europeus i del món d'atletisme, dos dels quatre Grand Slams de tennis: Obert d'Austràlia i Roland Garros, gimnàstica, natació, handbol i altres esports.